# Parteisymbol
Parteisymbole sind für jeden Staat und dessen Parteienlandschaft unterschiedliche, historisch gewachsene Unterscheidungsmerkmale für den Wähler, sowie für die Massenmedien. Zugleich finden sie Verwendung in Karikaturen.

## Parteisymbole in verschiedenen Ländern

### Deutschland
In Deutschland werden die Parteien primär durch Farben repräsentiert. Neben Farben sind zum Teil auch konkrete Symbole gebräuchlich, so etwa Blumen, z. B. die rote Nelke und die rote Rose für die SPD und die Sonnenblume für die Grünen, oder ein bauchiges Segel für die Piratenpartei. Ebenso werden der Löwe und die Raute, sprich Teile der Bayerischen Landesflagge sowie des Landeswappens, von der CSU vereinnahmt.
Historische Symbole
Das Hakenkreuz war das Symbol der NSDAP, bzw. später für den Nationalsozialismus und das Deutsche Reich selbst.
Der Händedruck war das Symbol für die aus der Vereinigung von SPD und KPD hervorgegangene SED in der DDR.

### Österreich
In Österreich werden die Parteien primär durch Farben repräsentiert.
Bei der konstituierenden Sitzung des neu gewählten Nationalrats am 30. Oktober 2006 trugen die Abgeordneten der SPÖ rote Rosen, früher waren hingegen rote Nelken üblich, die der ÖVP weiße Rosen und die der FPÖ blaue Kornblumen am Revers.

### Belgien
Die Liberale Partei Belgiens verwendete ab 1878 die Kornblume auf Grund der vom Wahlgesetz zugewiesenen blauen Farbe als Wahrzeichen der Partei.

### Schweden
Das Aussehen der Symbole hat sich im Laufe der Zeit von naturgetreu bis stilisiert mehrmals geändert, wogegen die Farbsymbolik durchgehend eingehalten worden ist. Die Farbsymbolik spielt eine große Rolle und die Farben sind mit Bedacht gewählt. Auffällig ist, dass die Symbole der Parteien Blumen sind, außer bei Moderata Samlingspartiet. Die unten beschriebenen Farben und Symbole gelten zur Zeit, also auch vor den Wahlen im Jahre 2006.
Parteifarben und weitere Symbole
- Rot für Sveriges socialdemokratiska arbetareparti, Sozialdemokratische Arbeiterpartei Schwedens. Symbol: stilisierte rote Rose
- Rot für Vänsterpartiet. Die Linkspartei. Symbol: weißes V in einer stilisierten roten Nelke
- Blau für Moderata Samlingspartiet, zur Mitte tendierende konservative Partei. Symbol: der stilisierte Buchstabe M
- Blau für Liberalerna, die liberale Partei. Symbol: stilisierte Kornblume
- Blau mit Weiß und Grün für Kristdemokraterna. Symbol: stilisiertes weißes Buschwindröschen mit grünen Blättern auf starkblauem Hintergrund
- Blau mit Gelb für Sverigedemokraterna. Symbol: stilisiertes Leberblümchen. Die Farben repräsentieren die Farben der schwedischen Flagge.
- Grün für Centerpartiet. Zentrumspartei, traditionelle Partei der ländlichen Bevölkerung. Symbol: stilisiertes vierblättriges Kleeblatt
- Grün für Miljöpartiet de Gröna. Umweltpartei/Die Grünen. Symbol: stilisierter Löwenzahn auf grünem ovalem Hintergrund

### Vereinigtes Königreich
- Rot für die Labour Party, Arbeitspartei. Symbol: stilisierte rote Rose.
- Blau für die Conservative Party, Konservative Partei. Symbol: stilisierter Eichbaum in Blau, Weiß und Rot. (Bis 2006: stilisierte Fackel).
- Orange für die Liberal Democrats, Liberaldemokraten. Symbol: stilisierter gelber Vogel.
- Rot mit Weiß und Blau für die Democratic Unionist Party, unionistische Partei in Nordirland. Die Farben repräsentieren die Farben der britischen Flagge. Symbol: stilisierter Löwenkopf.
- Gelb mit Schwarz für die Scottish National Party, schottische Nationalpartei. Symbol: stilisierte Distel.
- Grün mit Gelb für Plaid Cymru, walisische Nationalpartei. Symbol: stilisierter Wald-Scheinmohn.

### Vereinigte Staaten
- Farbe: Blau – Symbol: Esel, Demokraten
- Farbe: Rot – Symbol: Elefant, Republikaner
- Farbe: Offiziell Blau, zur Unterscheidung von den Demokraten aber Gelb – Symbol: Stachelschwein Libertarian Party

### Italien
- Rutenbündel und Beil (sog. Fasces) für Faschisten, historisch insbesondere unter Benito Mussolini.

### Frankreich und Spanien
- Nelken, Sozialisten